# Arkhom Chenglai
Arkhom Chenglai, född den 11 juni 1970 i Trang, Thailand, är en thailändsk boxare som tog OS-brons i welterviktsboxning 1992 i Barcelona. Chenglai slogs ut av irländaren Michael Carruth i semifinalen.